# La Joyosa
La Joyosa là một đô thị ở tỉnh Zaragoza, Aragon, Tây Ban Nha. Theo điều tra dân số 2004 của Viện thống kê Tây Ban Nha (INE), đô thị này có dân số là 609 người. Diện tích đô thị này là 6 ki-lô-mét vuông. Đô thị này nằm ở độ cao 215 m trên mực nước biển, cách thủ phủ Zaragoza 20 km.

## Biến động dân số
| 1991 |  | 1996 |  | 2001 |  | 2004 |  | 2007 |
| ---- |  | ---- |  | ---- |  | ---- |  | ---- |
| 345  |  | 363  |  | 430  |  | 609  |  | 828  |